# Chris Armas
Chris Armas (* 27. August 1972 in New York City, New York) ist ein ehemaliger US-amerikanischer Fußballspieler und nunmehriger -trainer mit puerto-ricanischen Wurzeln.
Seit Februar 2015 ist er Assistenztrainer bei den New York Red Bulls und arbeitet als Sportlehrer an der St. Anthony’s High School in South Huntington, New York. Von 2011 bis 2015 trainierte er die Frauenfußballmannschaft der Adelphi University.

## Karriere

### College
Armas besuchte von 1990 bis 1993 die Adelphi University in Garden City, New York, wo er bei den Adelphi Panthers in vier Spielzeiten 17 Tore erzielen konnte. In seinem letzten Jahr, dem sogenannten senior year, wurde er mit der Berufung in die Auswahlmannschaft NCAA Division I First Team All-American geehrt.

### Verein
Nach seinem Abschluss spielte er von 1994 bis 1995 für die Long Island Rough Riders in der USISL. 1995 konnte er mit der Mannschaft in dieser Spielklasse den Meistertitel gewinnen. Armas spielte bei den Rough Riders mit den späteren MLS-Spielern Tony Meola, Giovanni Savarese und Jim Rooney zusammen.
1996 wurde Armas vor Beginn der ersten Major League Soccer-Saison von Los Angeles Galaxy im MLS Supplemental Draft ausgewählt. In den ersten beiden Jahren spielte er eine bedeutende Rolle im Mittelfeld der Kalifornier.
1998 holte das Franchise Chicago Fire, das gerade vor der Bestreitung ihrer ersten MLS-Saison standen, Armas nach Illinois. Auch hier gehörte er zu den Leistungsträgern der Mannschaft und schaffte mit selbiger den Gewinn des MLS Cup 1998. Zwischen 1998 und 2001 wurde viermal in die MLS-Best-XI-Mannschaft berufen. Ein Großteil der Saison 2002 musste er aufgrund eines Kreuzbandrisses aussitzen. Nach einer sehr guten Saison 2003 erhielt die Auszeichnung MLS Comeback Player of the Year-award und wurde wieder in die MLS Best XI aufgenommen. Im Jahr 2000 wurde er auch zum U.S. Soccer Athlete of the Year ernannt.
Am 19. April gab er bekannt, dass die Major League Soccer 2007 seine letzte Saison sein wird. Nach 12 aktiven Jahren in der MLS nahm er am 13. November 2007 seinen offiziellen Abschied.

### Nationalmannschaft
Armas spielte zwar bereits fünf Mal für die Fußballnationalmannschaft von Puerto Rico, jedoch wurde er dort nie im Rahmen offizieller Länderspiele eingesetzt. So konnte er aufgrund einer Erlaubnis der FIFA ab 1998 für die Fußballnationalmannschaft der Vereinigten Staaten spielen.
Für die Fußball-Weltmeisterschaft 1998 war er jedoch aufgrund seines späten Eintritts ins Nationalteam nicht nominiert. An der darauffolgenden Weltmeisterschaft im Jahr 2002 konnte er aufgrund einer Verletzung ebenfalls nicht teilnehmen.  Bei der WM 2006 in Deutschland hielt er sich zwar als Ersatzspieler auf Abruf bereit, wurde jedoch nicht in den endgültigen Kader berufen.

## Trainerkarriere
Armas begann ein Jahr nach seinem Rücktritt vom aktiven Profifußball als Co-Trainer der Chicago Fire. Dort blieb er anderthalb Jahre und 52 Spiele unter Trainer Denis Hamlett. 2011 übernahm die Akademie des Frauenteams Adelphi Panthers. 2014 hörte er dort auf und begann ein Jahr später als Co-Trainer bei den New York Red Bulls. Dort trainierte er über 150 Spiele unter Jesse Marsch. Nach dessen Abgang wurde Armas zum Cheftrainer der roten Bullen und machte am 9. Juli 2018 sein erstes Profispiel als Trainer im New Yorker Stadtderby gegen den New York City FC, als sein Team mit 1:0 verlor. Sein Team schaffte es in der Saison 2018 bis ins Halbfinale der MLS. 2019 schaffte man es wieder in die Endrunde, schied jedoch in der ersten Runde der PlayOffs aus und Armas wurde im September 2020 entlassen. Zur Spielzeit 2021 wurde er Cheftrainer des Ligakonkurrenten Toronto FC.

## Privat
Armas ist verheiratet und hat mit seiner Frau Justine zwei Söhne.